# Hedera hibernica
Hedera hibernica là một loài thực vật có hoa trong Họ Cuồng cuồng. Loài này được (G.Kirchn.) Carrière mô tả khoa học đầu tiên năm 1890.